# Consejo Nacional de Ayllus y Markas del Qullasuyu
Consejo Nacional de Ayllus y Markas del Qullasuyu (CONAMAQ) es una organización de las nacionalidades y pueblos indígenas de las tierras altas de Bolivia, constituida el 22 de marzo de 1997. Tiene el objetivo de "reconstituir los ayllus, markas y suyus del Qullasuyu" y transformar el actual "Estado Uninacional" a "otro Estado Plurinacional".
El CONAMAQ representa los ayllus de Aymaras, Quechuas y Urus de los departamentos de Potosí, Chuquisaca, La Paz y Cochabamba.
El CONAMAQ es afiliado a la Coordinadora Andina de Organizaciones Indígenas (CAOI), una red de organizaciones indígenas de Bolivia, Ecuador, Chile, Colombia y Perú.
Según el CONAMAQ y la Organización Nativa Americana Continental y Universal (ONACU), es necesario para los indígenas fortalecer sus conocimientos, su ciencia y las tecnologías ancestrales y transmitirlas a las futuras generaciones para recuperar el "buen vivir" (suma qamaña en aimara y sumaq kawsay en quechua).